# Стопича
43°41′47″ пн. ш. 19°52′10″ сх. д. / 43.69629° пн. ш. 19.86957° сх. д.
Стопича — це вапнякова печера біля с. Сирогойно, на схилах гори Златибор в Динарських Альпах, що в західній частині Сербії. 
Довжина печери становить 1691,5 м. Об'єм підземної порожнини становить більше 120000 м³, а її площа — 7911,5 м².

## Галерея

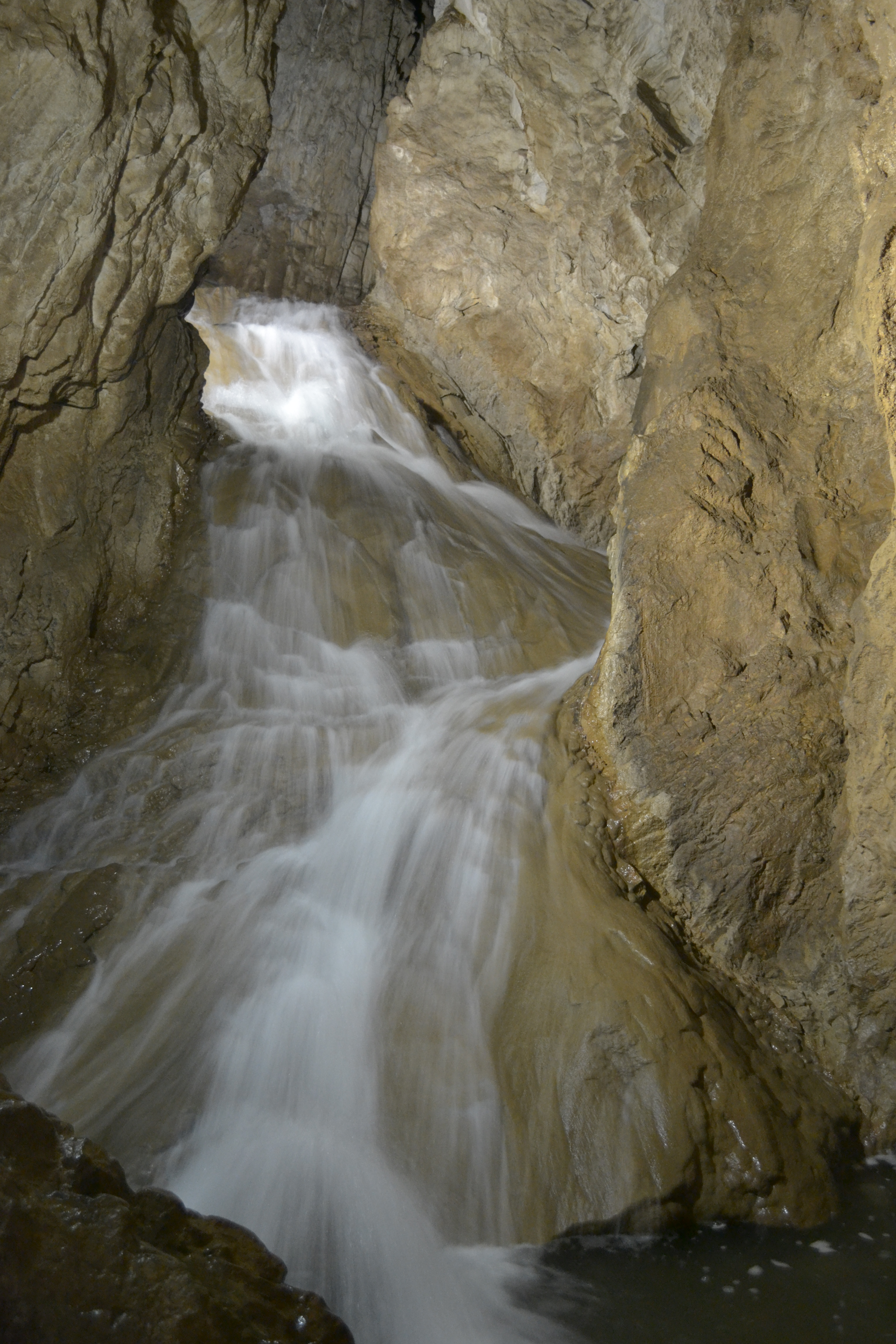
Водоспад в печері
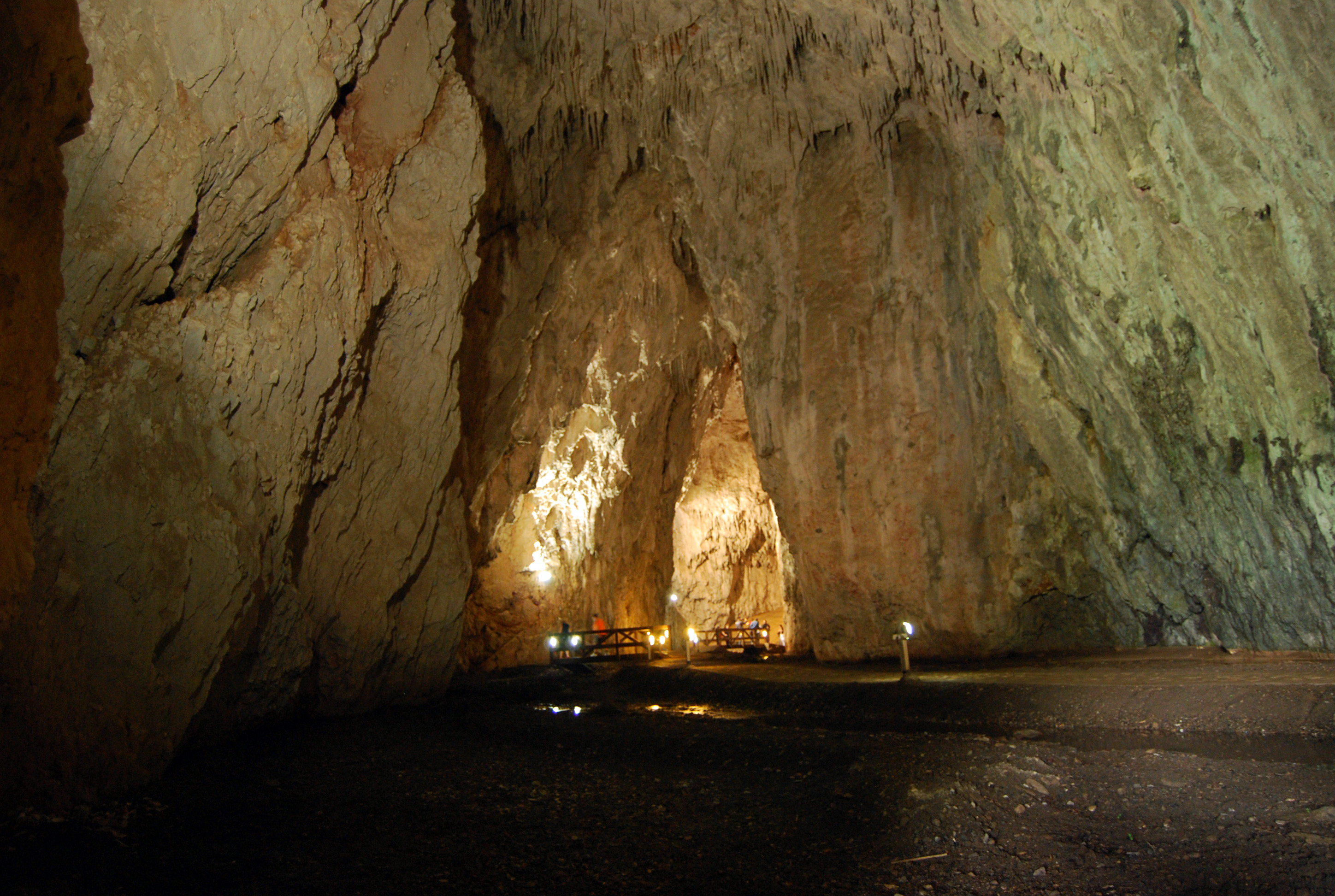
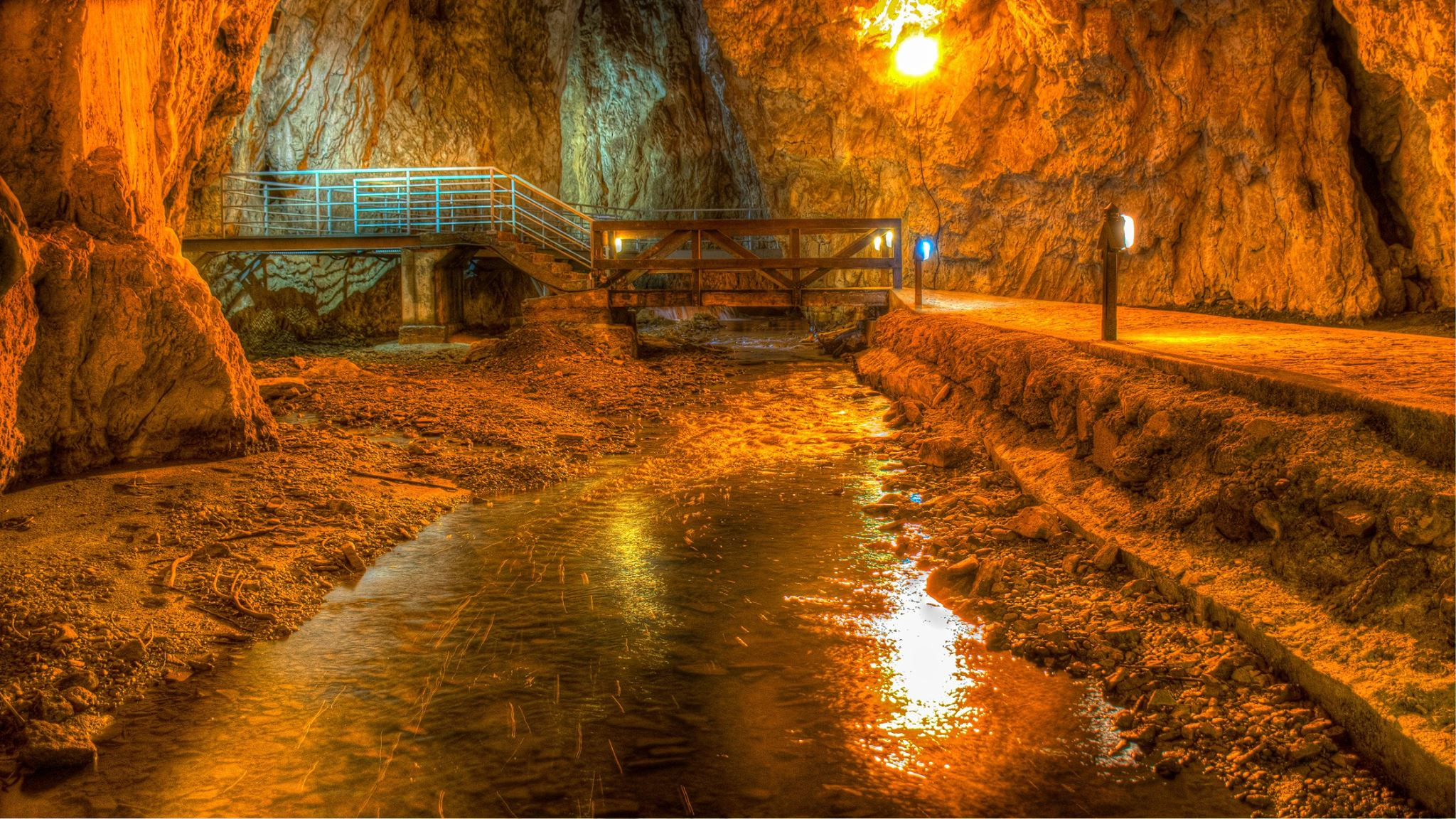
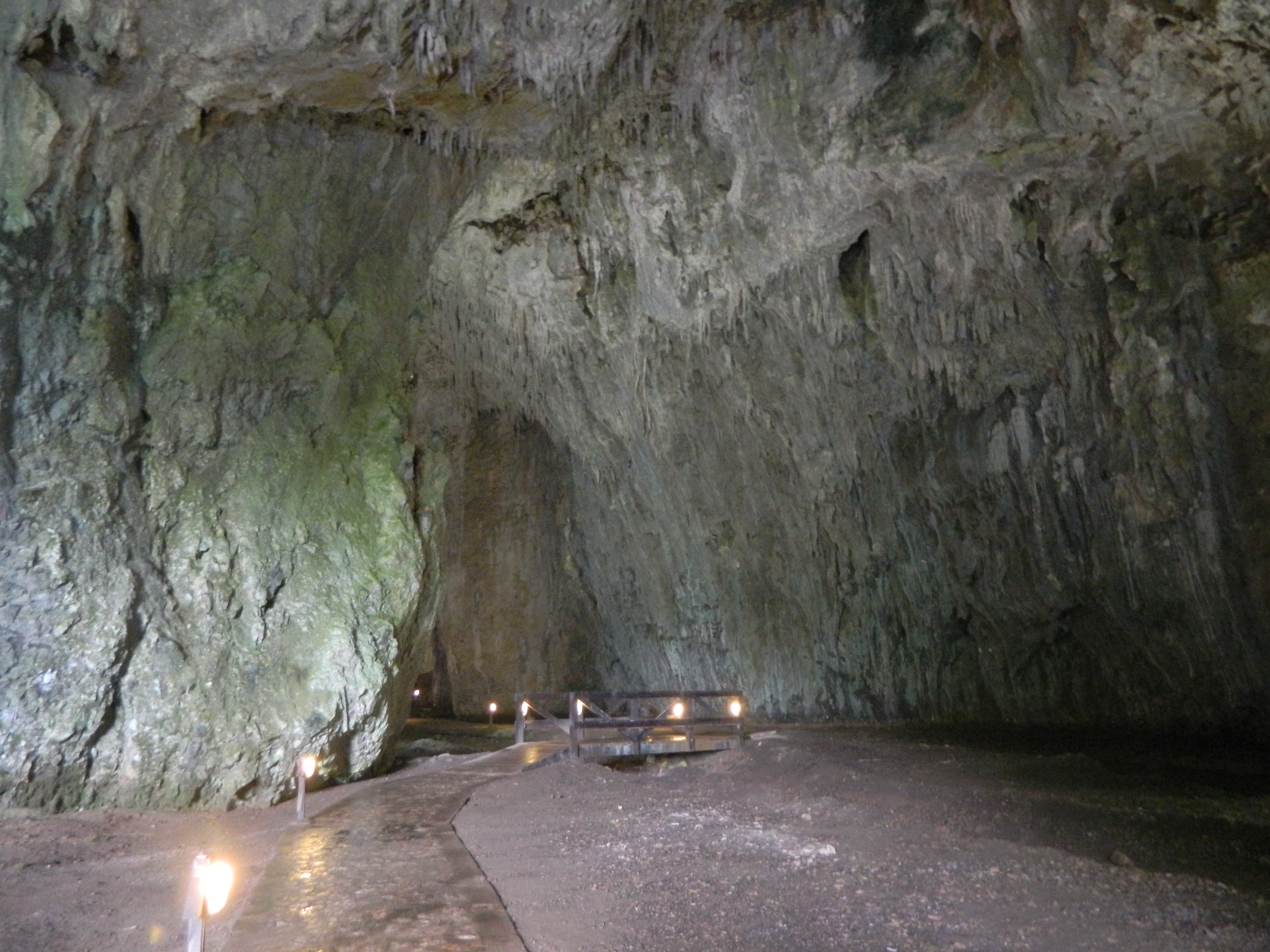
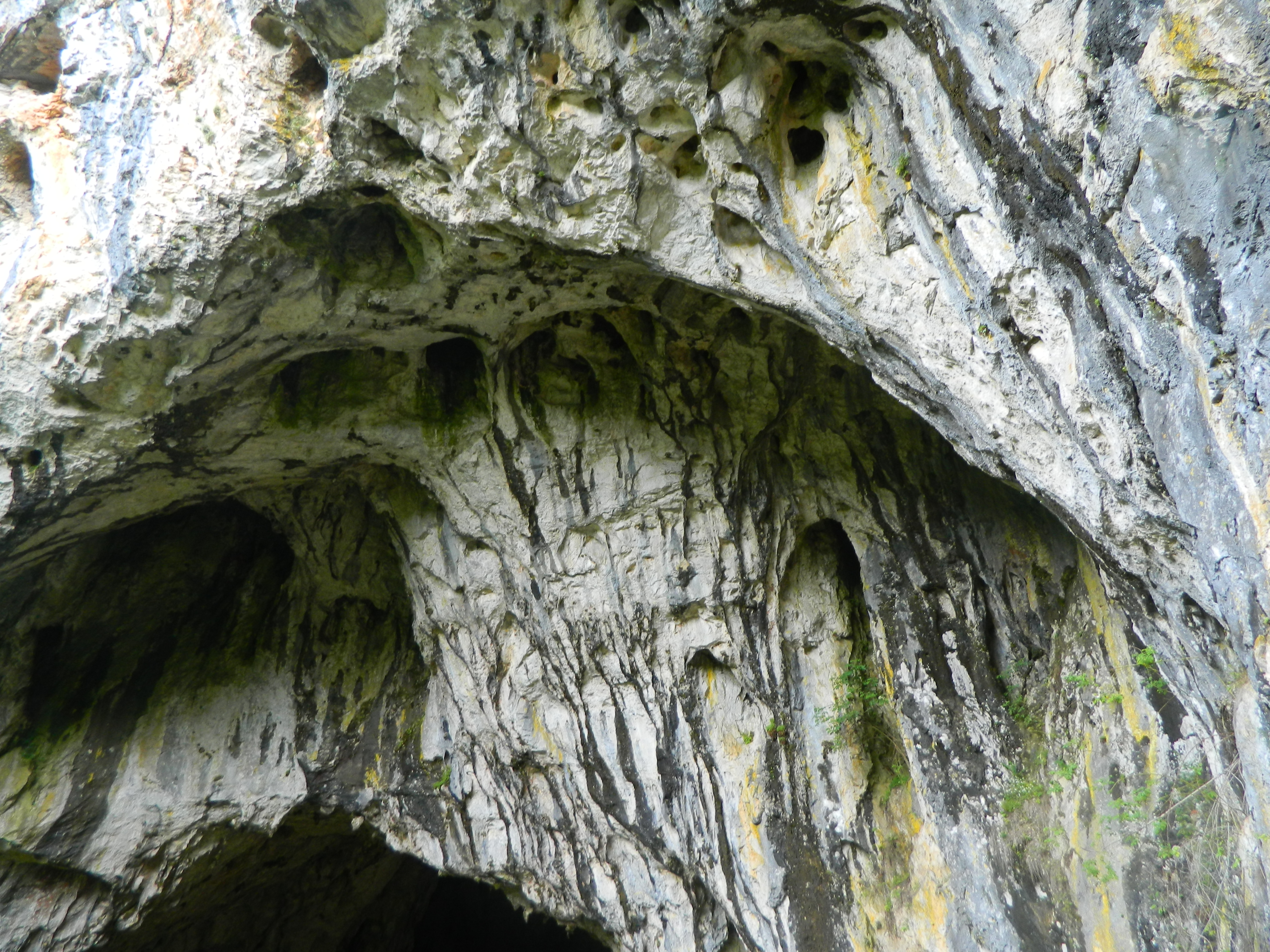
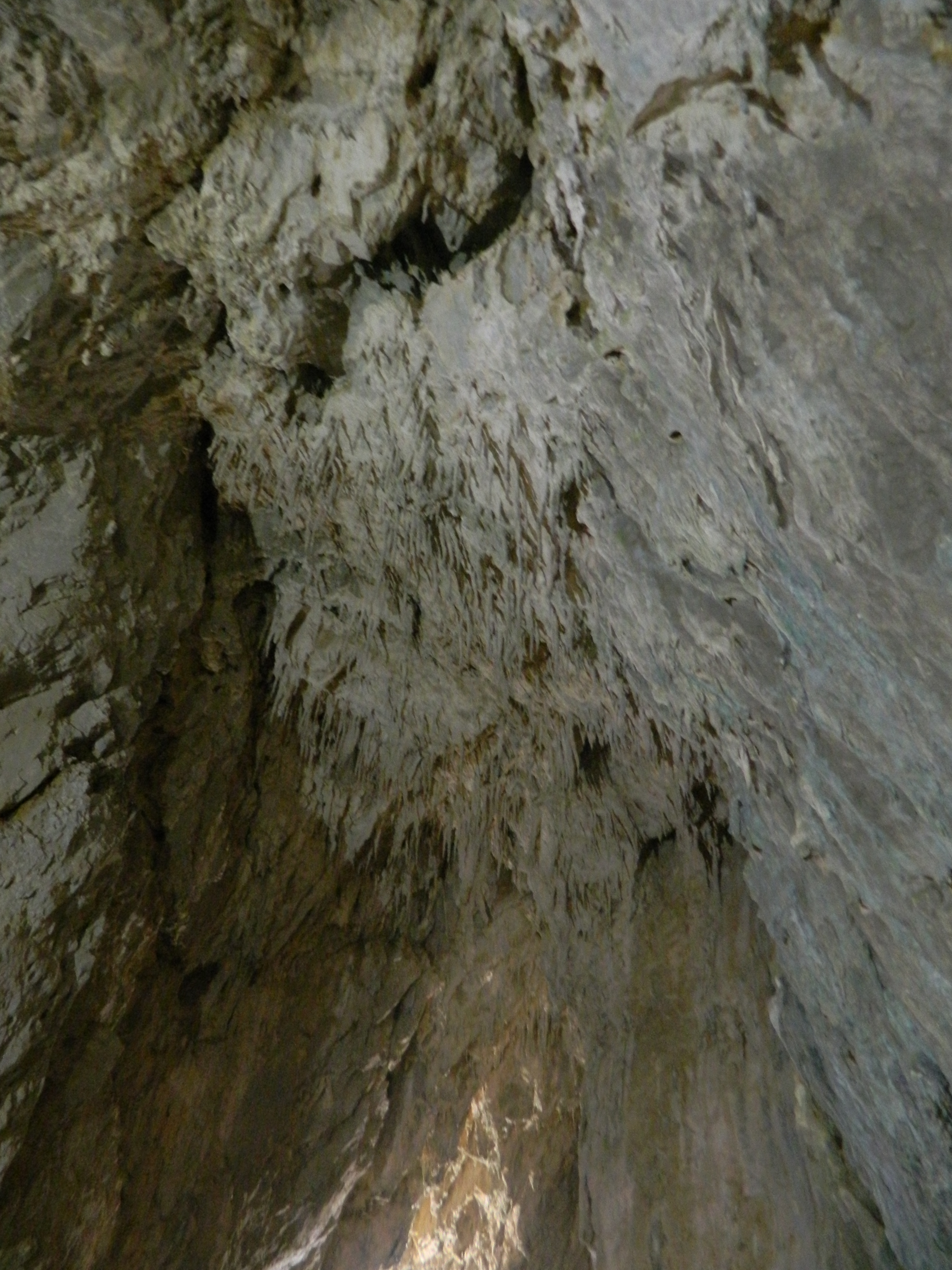